# Makednonok
A makednonok ókori görög (dór) néptörzs, amely előbb a Deukalion alatt, Phthiotiszban lakott, később pedig az Ossza és az Olümposz tövénél elterülő földön telepedett le, amelyet Hesztiaeotisznak neveztek. Kadmosz fiai innen elűzték őket, ekkor a thesszáliai Pindosznál telepedtek le. Nem azonosak a makedónokkal. Hérodotosz tesz említést róluk.